# Nino D'Aurelio
Nino D'Aurelio, nome d'arte di Aurelio Guidi (Meda, 8 dicembre 1914 – Milano, 8 febbraio 1958), è stato un tenore italiano.

## Biografia
Cresciuto nel suo paese natale, iniziò a cantare per diletto, decidendo poi di intraprendere gli studi privatamente. Il suo maestro aveva dei contatti con la casa discografica Fonit, così, dopo qualche mese di preparazione, Aurelio iniziò ad incidere i primi dischi per l'etichetta milanese.
Nel 1936 si sposò con Andreina Maestri, dalla quale il 20 febbraio 1937 ebbe il figlio Giorgio, in arte Johnny Dorelli (il cognome D'Aurelio storpiato dagli statunitensi).
L'incisione dei dischi non gli donò il successo sperato e, non appena il suo nome cominciò a raggiungere una certa notorietà, fu chiamato alle armi. Rimase arruolato nell'esercito per sette anni, il che lo allontanò dall'attività discografica.
Nel 1946, finita la guerra, vinse un concorso tenutosi nella Galleria del Corso di Milano che gli consentì di andare in America, dove fu subito scritturato da un manager italoamericano di nome Corradetti. Quest'ultimo però morì dopo poco tempo e il suo contratto venne venduto ad un nuovo manager, il proprietario del celebre ristorante Santa Lucia di New York.
Per diversi anni proseguì la sua attività di cantante nei locali di New York e, negli ultimi anni di permanenza, incise anche alcuni dischi. Rientrò in Italia nei primi anni cinquanta, avendo modo di seguire con piacere la graduale conquista di popolarità del figlio Giorgio, che aveva esordito nel 1951 con il 78 giri Arrotino/Famme durmì per La voce del padrone. Morì per un ictus l'8 febbraio 1958, a soli 43 anni, appena una settimana dopo che Johnny vinse il Festival di Sanremo con Nel blu, dipinto di blu.